# Region Norrbotten
Region Norrbotten, tidigare Norrbottens läns landsting, är en region för de 248 444 invånarna i Norrbottens län. Region Norrbotten är länets största arbetsgivare med omkring 7 000 anställda. Regionen har fyra olika verksamhetsområden: hälso- och sjukvård och tandvård, regional utveckling, kultur och utbildning samt länsteknik och service.
Landstinget ombildades till en region den 1 januari 2017.

## Syfte
Region Norrbottens främsta uppgift är att tillhandahålla hälso- och sjukvård, folktandvård och viss utbildning till invånarna i Norrbottens län. Regionen har även ett visst ansvar för den regionala utvecklingen i Norrbottens län, vilket sker genom ekonomiskt stöd till kultur, kollektivtrafik och mindre företag.

## Kommuner

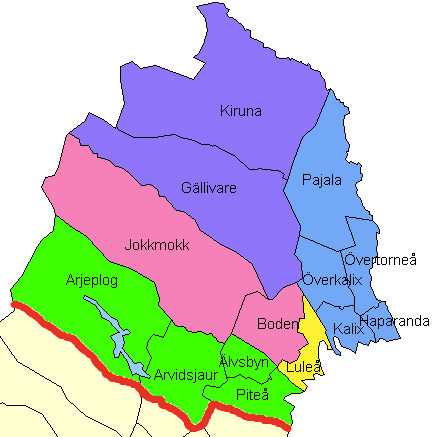
Region Norrbottens valkretsar vid val till regionfullmäktige.

- Arjeplogs kommun
- Arvidsjaurs kommun
- Bodens kommun
- Gällivare kommun
- Haparanda kommun
- Jokkmokks kommun
- Kalix kommun
- Kiruna kommun
- Luleå kommun
- Pajala kommun
- Piteå kommun
- Älvsbyns kommun
- Överkalix kommun
- Övertorneå kommun

## Organisation
Region Norrbotten är en politiskt styrd organisation med regionfullmäktige som högsta politiska organ. Väljarna är med och utser de 71 politiker som utgör regionfullmäktige. Regionstyrelsen, som består av 15 ledamöter har det verkställande politiska ansvaret och förbereder alla frågor innan de beslutas i regionfullmäktige.
Efter en större omställning av verksamheten 2020-2022 har Region Norrbottens organisation genomgått vissa förändringar.
Regionens driftorganisation består av regiondirektörens stab, en regiongemensam verksamhet med sex avdelningar: hälso- och sjukvård, IT/MT, ekonomi och uppföljning, HR, kommunikation, regional utveckling samt sex divisioner som verkar över hela länet.
Januari 2023 såg organisationen ut enligt följande.

## Sjukhus
- Gällivare sjukhus
- Kalix sjukhus
- Kiruna sjukhus
- Piteå sjukhus
- Sunderby sjukhus

## Politik
Socialdemokraterna var det största partiet i samtliga landstingsval från valet 1934 till valet 2018. Partiet har också haft egen majoritet från och med valet 1970 till och med valet 1991. I valet 2018 blev Norrbottens sjukvårdsparti det största partiet. I valet 2022 fick Socialdemokraterna och Vänsterpartiet egen majoritet, och valde att ingå en samverkan där också Centerpartiet, som tidigare varit med i konstellationen med Norrbottens sjukvårdsparti och Moderaterna, ingår.

### Regionstyrelsens ordförande (före 2017 landstingsstyrelsen)
| Namn | Namn                  | Tillträdde       | Avgick                            |
| ---- | --------------------- | ---------------- | --------------------------------- |
| S    | Kent Ögren            | ?                | 31 december 2014                  |
| S    | Maria Stenberg        | 1 januari 2015   | 31 augusti 2018 (avgick i förtid) |
| V    | Glenn Berggård (t.f.) | 1 september 2018 | 31 december 2018                  |
| NS   | Kenneth Backgård      | 1 januari 2019   |                                   |
| S    | Anders Öberg          | 1 januari 2023   |                                   |

### Politiska styren i Region Norrbotten (f d Norrbottens läns landsting)
| 1994-1998 | S  |   |    |
| 1998-2002 | S  | V |    |
| 2002-2006 | S  | V | MP |
| 2006-2010 | S  | V | MP |
| 2010-2014 | S  | V | MP |
| 2014-2018 | S  | V | MP |
| 2018-2022 | NS | M | C  |
| 2022-     | S  | V | C  |

### Regionstyrelsen
| Presidium 2018–2022 | Presidium 2018–2022 | Presidium 2018–2022 |
| ------------------- | ------------------- | ------------------- |
| Ordförande          | NS                  | Kenneth Backgård    |
| Vice ordförande     | M                   | Linda Frohm         |

Totalt har regionstyrelsen 15 ledamöter. Norrbottens sjukvårdsparti och socialdemokraterna har 5 ledamöter vardera, moderaterna har 2 ledamöter medan centerpartiet, sverigedemokraterna och vänsterpartiet har 1 ledamot vardera.

### Regionfullmäktige
| Presidium 2018–2022    | Presidium 2018–2022 | Presidium 2018–2022   |
| ---------------------- | ------------------- | --------------------- |
| Ordförande             | NS                  | Margareta Henricsson  |
| Förste vice ordförande | S                   | Sven Holmqvist        |
| Andre vice ordförande  | M                   | Birgit Meier Thunborg |

| Nämnd                        | Ordförande | Ordförande       | Vice ordförande | Vice ordförande  |
| ---------------------------- | ---------- | ---------------- | --------------- | ---------------- |
| Patientnämnden               | NS         | Margareta Dahlén | M               | Anita Sköld      |
| Regionala utvecklingsnämnden | NS         | Tomas Vedestig   | M               | Anders Josefsson |

### Mandatfördelning i valen 1916–1966
| 17 | 11 | 16 |

| 6 | 9 | 8 | 20 |

| 14 |  |  |  | 11 | 12 |

| 40 |

| 9 | 2 | 4 | 2 | 4 | 19 |

| 40 |

| 7 | 11 | 2 | 5 | 16 |

| 41 |

| 6 | 12 | 2 | 4 | 18 |

| 42 |

| 8 | 16 | 4 |  | 14 |

| 43 |

| 10 | 21 | 4 |  | 9 |

| 45 |

| 8 | 25 | 4 | 10 |

| 45 |

| 12 | 23 | 4 | 4 | 6 |

| 46 |

| 9 | 27 | 5 | 5 | 5 |

| 48 |

| 11 | 33 | 4 | 6 | 8 |

| 55 |

| 10 | 36 | 6 |  | 9 |

| 55 |

| 10 | 40 | 5 | 4 | 7 |

| 60 |

| 12 | 31 | 9 | 6 | 6 |

### Mandatfördelning i valen 1970–2022
| 10 | 38 | 9 | 4 | 4 |

| 58 |

| 10 | 36 | 12 |  | 4 |

| 55 |

| 8 | 37 | 12 | 5 | 5 |

| 52 | 15 |

| 7 | 39 | 10 | 4 | 7 |

| 48 | 19 |

| 7 | 43 | 9 |  |  | 8 |

| 47 | 24 |

| 7 | 43 | 7 | 6 | 8 |

| 42 | 29 |

| 7 | 42 | 3 | 7 | 6 | 6 |

| 43 | 28 |

| 7 | 40 | 7 | 6 | 3 | 8 |

| 40 | 31 |

| 6 | 34 | 19 | 4 | 3 | 5 |

| 39 | 32 |

| 12 | 32 | 11 | 3 |  | 4 | 7 |

| 41 | 30 |

| 8 | 27 | 3 | 17 | 4 | 4 | 3 | 5 |

| 41 | 30 |

| 6 | 31 |  | 13 | 4 | 4 | 3 | 8 |

| 42 | 29 |

| 6 | 33 | 3 | 13 | 4 | 3 | 9 |

| 44 | 27 |

| 6 | 27 | 3 | 3 | 19 | 4 | 3 | 6 |

| 40 | 31 |

| 6 | 23 | 5 | 27 | 4 | 6 |

| 38 | 33 |

| 7 | 31 | 9 | 6 | 4 | 4 | 10 |

| 36 | 35 |